# Гелиографические координаты
Гелиографи́ческие координа́ты (от др.-греч. Ἠέλιος — Солнце и γράφω — «пишу») — координаты, описывающие положение объекта на поверхности Солнца.
Гелиографические координаты построены по аналогии с географическими и характеризуются двумя величинами— широтой (φ) и долготой (λ). Традиционно используют две основные системы гелиографических координат. Широта в этих системах является общей и отсчитывается от плоскости солнечного экватора, то есть плоскости, перпендикулярной оси вращения Солнца и проходящей через его центр. Определения же долготы в этих системах различаются:
- В первой системе координат долгота (λ1) отсчитывается от плоскости «центрального меридиана» — плоскости, проходящей в данный момент времени через ось вращения Солнца и линию, соединяющую центр Солнца с наблюдателем.

- В кэррингтоновской системе координат долгота (λ2) отсчитывается от меридиана, проходившего через восходящий узел солнечного экватора в гринвичский полдень 1 января 1854 года (JD 239 8220,0) и вращающегося с сидерическим периодом 25,38 земных суток.

Две указанные долготы в юлианский момент JD связаны приблизительным соотношением
{\displaystyle \lambda _{2}=\left\{{\frac {\lambda _{1}}{360^{\circ }}}-{\frac {{\rm {JD}}-2398220}{27.2753}}\right\}\cdot 360^{\circ }},
где «{x}» — дробная часть числа x.

## Система центрального меридиана
В англоязычной литературе система координат, в которой долготы отсчитываются относительно центрального меридиана, иногда называется Stonyhurst heliographic coordinates (по названию обсерватории, первой начавшей широко применять такую систему), в русскоязычной — устойчивого названия за ней не закреплено.
Для измерения координат солнечных пятен в этой системе ранее применялась специальная круглая палетка с нанесённой координатной сеткой (англ. Stonyhurst disk), которая накладывалась на изображение Солнца. Традиционно именно такой вид имеют ежедневные карты солнечных образований, публикуемые многими изданиями.

## Кэррингтоновская система координат

### История возникновения
Долготы, отсчитываемые от центрального меридиана, удобны в измерении. Однако, так как Солнце вращается, подобным образом измеренная долгота объекта, расположенного на поверхности Солнца, будет меняться.
Чтобы частично избавиться от этого недостатка, в начале 1860-х годов Р. Кэррингтоном была предложена система координат, в которой долготы отсчитывались от специально определённого меридиана, вращающегося вместе с Солнцем. Такой меридиан называется «кэррингтоновским», соответствующий элемент системы координат — «кэррингтоновской долготой», а систему координат — «кэррингтоновской системой координат». (англ. Carrington heliographic coordinates).
Очевидно, что, ввиду изменчивости солнечной фотосферы, такой меридиан невозможно привязать к какому-либо фиксированному объекту на поверхности Солнца. Кроме того, вращение Солнца является дифференциальным: на разных широтах оно вращается с различными периодами обращения. Поэтому за нулевой Кэррингтон произвольно выбрал меридиан, совпадавший с центральным меридианом Солнца 9 ноября 1853 года около 9:39 по гринвичскому времени, когда он начал новую серию наблюдений, и вращающийся с сидерическим периодом ровно 25,38 земных суток. Соответствующий синодический период слегка варьируется в течение года (в связи с неравномерностью движения Земли по орбите), его среднее значение равно 27,2753 земных суток (т. н. «кэррингтоновский период»). Этот период удобен тем, что примерно соответствует синодической скорости вращения Солнца на широтах ±16°, на которые в среднем приходится максимальное количество солнечных пятен.
Затем точка отсчёта долгот кэррингтоновской системы была переопределёна, и каноническим нулевым меридианом стал считаться меридиан, проходивший через восходящий узел солнечного экватора в гринвичский полдень 1 января 1854 года. Исходно выбранный Кэррингтоном нулевой меридиан проходил этот узел 12 часами раньше, в гринвичскую полночь. Таким образом, начало отсчёта (момент совпадения нулевого меридиана с центральным) также сместилось на 12 часов вперёд и стало приходиться примерно на 21:39 UT 9 ноября 1853 года (JD 2398167,40193).

### Особенности системы координат
- В большинстве каталогов солнечных образований координаты указываются именно в кэррингтоновской системе.

- За одни сутки кэррингтоновский меридиан в синодической системе координат смещается примерно на 13,2° по долготе.

- С кэррингтоновской системой координат связана шкала времени: момент, когда кэррингтоновский меридиан в очередной раз совпадает с центральным, считают началом нового «кэррингтоновского оборота» (англ. Carrington rotation). Эти моменты затабулированы и могут быть найдены в астрономических таблицах[5] или вычислены по специальным формулам[6].

- Кэррингтоновский оборот № 1000 начался 17 июня 1928 года, № 2000 — 20 февраля 2003 года.

## Система Бартельса
Известна также другая шкала времени, подобная кэррингтоновской — «система Бартельса», введённая немецким геофизиком Ю. Бартельсом (нем. Julius Bartels) и применяемая для исследования геомагнитных явлений, связанных с солнечной активностью. Она устроена аналогично кэррингтоновской, но синодический период в ней выбран равным 27 суткам (что близко к характерному периоду повторения геомагнитных возмущений), а в качестве начала отсчёта оборотов взята дата 8 февраля 1832 года.